# Luke (jméno)
Luke (IPA: |ˈ|l|uː|k) je anglosaské mužské jméno a méně obvykle i příjmení. Jedná se o anglický ekvivalent českého jména Lukáš.
Podle některých komentářů je toto jméno odvozeno od latinského Lucas, což znamená muž z Lukánie, tedy z historického území rozkládajícího se na jihu Itálie. Nicméně nejstarší známá zmínka o jméně Luke / Lukáš pochází z Bible, jež existovala dříve, než se latina stala světovým jazykem. Evangelium podle Lukáše, které jméno zpopularizovalo, vzniklo nejspíš v Kaisareii (Caesarea) někdy v době tamějšího vězení apoštola Pavla (asi v letech 56–58 našeho letopočtu. Svatý Lukáš, který evangelium napsal, žil asi v letech 30–130 (přesné údaje nejsou známy). Je rovněž autorem biblických Skutků apoštolů. V některých svých listech se o něm zmiňuje i svatý Pavel.
Počátkem 21. století bylo jméno Luke 21. nejpopulárnějším křestním jménem novorozeňat v Anglii a Walesu a 43. nejpopulárnějším ve Spojených státech. Současně šlo i o 2105. nejpopulárnější příjmení v USA.
| 2008 | 2007 | 2006 | 2005 | 2004 | 2003 | 1998 |
| ---- | ---- | ---- | ---- | ---- | ---- | ---- |
| 25.  | 21.  | 17.  | 13.  | 15.  | 14.  | 13.  |

| 2006 | 2005 | 2004 | 2003 | 2002 | 2001 | 2000 | 1999 | 1998 | 1997 | 1996 | 1995 | 1994 | 1993 | 1992 | 1991 | 1990 | 1989 | 1988 | 1987 |
| ---- | ---- | ---- | ---- | ---- | ---- | ---- | ---- | ---- | ---- | ---- | ---- | ---- | ---- | ---- | ---- | ---- | ---- | ---- | ---- |
| 43.  | 41.  | 41.  | 46.  | 46.  | 50.  | 59.  | 67.  | 75.  | 78.  | 75.  | 82.  | 91.  | 87.  | 93.  | 113. | 118. | 121. | 119. | 111. |

## Varianty v jiných jazycích
- afrikánsky Lukas
- arabsky لوقا (Lūqā)
- albánsky Luka
- arménsky Ղուկաս (Ghukas)
- bělorusky Лука (Luka)
- bretonsky Lukaz
- bulharsky Лука (Luka)
- katalánsky Lluc, Lluch
- čínsky 卢克 (Lúkè)
- kornsky Luk
- chorvatsky Luka
- česky Lukáš
- dánsky Lukas
- nizozemsky Lucas
- v esperantu Luko
- finsky Luukas
- francouzsky Luc, Lucas
- gruzínsky ლუკა (Luka)
- německy Lukas
- řecky Λουκᾶς (Loukas)
- hakka Lu-kâ
- hebrejsky לוקה
- maďarsky Lukács
- islandsky Lúkas
- irsky Lúcás
- italsky Luca
- korejsky 루가 (Ruga), 누가 (Nuga)
- latinsky Lucas
- makedonsky Лука (Luka)
- maltsky Luqa
- norsky Lukas
- persky لوکا
- piemonsky Luch
- polsky Łukasz
- portugalsky Lucas
- rumunsky Luca
- rusky Лука (Luka)
- skotskou gaelštinou Lùcas
- slovensky Lukáš
- slovinsky Luka
- srbsky Лука (Luka)
- španělsky Lucas
- švédsky Lukas
- thajsky ลูคา
- turecky Luka
- ukrajinsky Лука (Luka)
- benátsky Łuca
- velšsky Lŵc

## Známí nositelé jména Luke
- Svatý Lukáš, společník sv. Pavla
- Luke Fildes – anglický malíř
- Luke Ford – australský herec
- Luke Howard – britský chemik
- Luke Kibet – keňský sportovec atlet
- Luke Kirby – kanadský herec
- Luke Perry – americký herec
- Luke Wilson – americký herec
- Steve Lukather – americký kytarista, zpěvák, skladatel a producent, známý též jako Luke

v umění
- Frajer Luke – americký film s Paulem Newmanem v hlavní roli
- Lucky Luke – fiktivní komiksová a filmová postava
- Luke Skywalker – fiktivní postava z Hvězdných válek
- Luke Castellan – fiktivní padouch z knižní série Percy Jackson Ricka Riordana
- Sestra Luke – hlavní postava ve filmu Příběh jeptišky